# Vityegrai járás

A Vityegrai járás a Vologdai területen

A Vityegrai járás (oroszul Вытегорский муниципальный район) Oroszország egyik járása a Vologdai területen. Székhelye Vityegra.

## Népesség
- 1989-ben 37 792 lakosa volt.
- 2002-ben 31 757 lakosa volt, akik főleg oroszok.
- 2010-ben 27 139 lakosa volt, melyből 26 034 orosz, 228 ukrán, 86 fehérorosz, 60 cigány, 31 tatár, 14 azeri, 14 örmény, 6 üzbég stb.